# Pseudochazara lydia
Pseudochazara lydia är en fjärilsart som beskrevs av Otto Staudinger 1878. Pseudochazara lydia ingår i släktet Pseudochazara och familjen praktfjärilar. Inga underarter finns listade i Catalogue of Life.